# Conde de Alvor

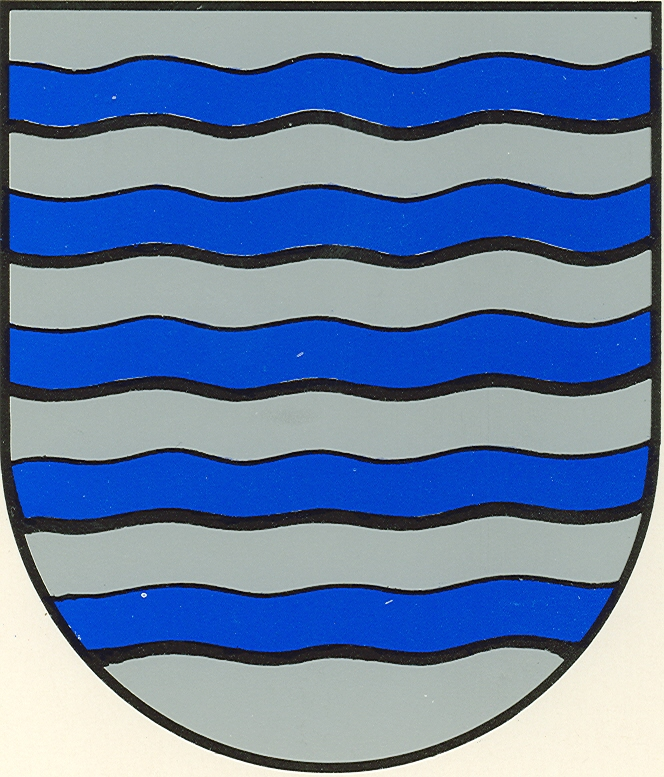
Brasão de Armas da família Távora, Condes de Alvor.

Conde de Alvor era um título de nobreza português criado por um decreto real de D. Pedro II de Portugal, datado de 4 de fevereiro de 1683, a favor de Francisco de Távora, segundo filho varão de António Luís de Távora, 2º Conde de São João da Pesqueira.
Com o Processo dos Távora e a execução do 3º Conde de Alvor em 1759, este título foi extinto vindo a ser outorgado, de novo, já no Século XIX a Pedro Maria da Piedade de Lencastre e Távora, segundo varão do 8º Marquês de Abrantes, que descendia dos Távoras.

## Lista dos Condes de Alvor
1. Francisco de Távora (1646-1710);
2. Bernardo António Filipe Neri de Távora (1681-1744), filho do anterior;
3. Francisco de Assis de Távora (1703-1759), filho do anterior. Casou com sua prima Leonor de Távora, 3ª Marquesa de Távora;
4. Pedro Maria da Piedade de Lancastre e Távora (1889-?), filho do 8º Marquês de Abrantes.